# Jan Ohlsson
Jan Torsten Ohlsson (født 3. juni 1962 i Uppsala) er en svensk tidligere barneskuespiller. Han er mest kendt fra sin barndoms filmkarriere i 1970'erne, da han spillede rollen som Emil i i filmatiseringen af Astrid Lindgrens Emil fra Lønneberg.
Ohlsson arbejder i dag som datatekniker hos et firma i Stockholm.

## Filmografi
- Emil fra Lønneberg (1971)
- Nye løjer med Emil fra Lønneberg (1972)
- Emil og grisebassen (1973)
- Terror of Frankenstein (1977)
- Dante - Akta're för hajen! (1978)